# Сергеюс Йовайша
Сергеюс Йовайша (лит. Sergejus Jovaiša; нар. 17 грудня 1954, Анікщяй) — колишній радянський та литовський баскетболіст. Він грав на позиції легкого форварда, і виграв бронзову медаль зі збірною Литви на літніх Олімпійських іграх 1992 року. У 1980 році Сергеюс був членом радянської збірної, яка виграла бронзову медаль на літніх Олімпійських іграх 1980 року.